# Bobby Shew

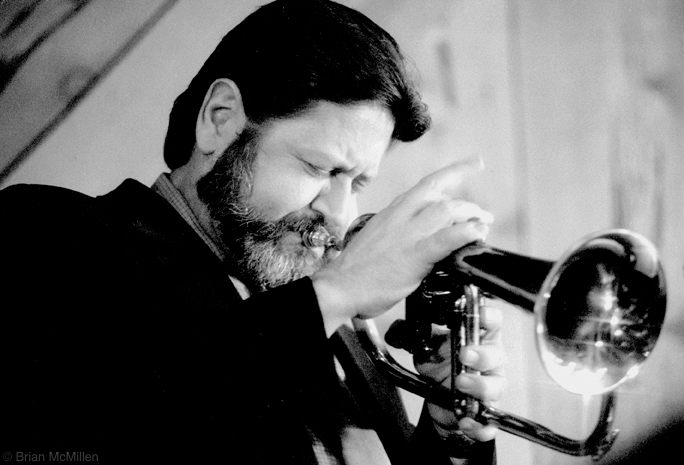
Bobby_Shew

Bobby Shew (* 4. März 1941 in Albuquerque, New Mexico) ist ein US-amerikanischer Trompeter und Flügelhornist des Modern Jazz.

## Leben und Wirken
Mit 8 Jahren begann Shew Gitarre zu spielen; er wechselte mit 10 Jahren an die Trompete und spielte bereits im Alter von 13 Jahren in örtlichen Tanzkapellen. Mit 15 Jahren gründete er seine eigene Band, mit der er auch während seiner Highschool-Zeit auftrat. Anschließend leistete er seinen Militärdienst in der NORAD-Band als Solist auf der Jazztrompete ab. Er trat dann ins Orchestra von Tommy Dorsey ein, spielte dann auf Initiative von Bill Chase in der Woody Herman Band, bevor er zu Della Reese und zu Buddy Rich wechselte, wo er zu einem hervorragenden Lead-Trompeter reifte. Shew ist einer der wenigen Lead Trompeter, die auch hervorragende Solisten sind. Er arbeitete auch als Studiomusiker und in Las Vegas. 1972 zog er nach Los Angeles, wo er mit Art Pepper, Bud Shank, dem Quintett von Horace Silver, der Combo von Frank Strazzeri-Sam Most, aber auch in den Studios und den Bigbands von Bill Holman, Louie Bellson, Toshiko Akiyoshi-Lew Tabackin (Insights, 1976), Oliver Nelson, Bill Berry, Nat Pierce, dem Juggernaut-Orchestra von Frank Capp, Ed Shaughnessy, Terry Gibbs, Benny Goodman, Maynard Ferguson, Neal Hefti, Don Menza und Bob Florence arbeitete.
Shew ist auch als Musikpädagoge tätig und führt international Clinics und Meisterklassen durch; unter anderem unterrichtete er Till Brönner und Ingolf Burkhardt. Er entwickelte außerdem eine Atemtechnik, die sogenannte Wedge Technique, mit der Trompeter einen größeren Anteil ihres Lungenvolumens ausschöpfen sollen, ohne den Leistenbereich überzustrapazieren. Diese Technik hat sich im Jazztrompetenunterricht etabliert und wird auch an Musikhochschulen unterrichtet. Er war im Vorstand der International Trumpet Guild und der International Association of Jazz Educators. Weiterhin war er für Yamaha in der Instrumentenentwicklung der Z-Linie tätig.

## Auszeichnungen
- Outstanding in His Field – nominiert für den Grammy (1980)
- Heavy Company – „Jazz Album of the Year“ (1983)

## Diskographische Hinweise
- Telepathy (1978), mit Bill Mays
- Class Reunion (1980)
- Play Song (1982)
- Breakfast Wine (1983)
- Shewhorn (1983)
- Round Midnight(1984)
- Playing with Fire (1986)
- Metropole Orchestra (1988)
- Heavyweights (1995)
- Trumpet Summit (1996)

## Lexigraphische Einträge
- Martin Kunzler: Jazz-Lexikon. Band 2: M–Z (= rororo-Sachbuch. Bd. 16513). 2. Auflage. Rowohlt, Reinbek bei Hamburg 2004, ISBN 3-499-16513-9.